# توماس سی. هنینگز (جونیور)
توماس سی. هنینگز، جونیور (به انگلیسی: Thomas C. Hennings, Jr.) سناتور سابق عضو حزب دموکرات ایالات متحده آمریکا بود. وی در سال ۱۹۵۱ تا ۱۹۶۰ میلادی سناتور ایالت میزوری در سنای ایالات متحده آمریکا بود.